# Pimpla murinanae
Pimpla murinanae är en stekelart som beskrevs av Josef Fahringer 1943. Pimpla murinanae ingår i släktet Pimpla och familjen brokparasitsteklar. Inga underarter finns listade i Catalogue of Life.